# Philippe Raymond-Thimonga
Philippe Raymond-Thimonga est un écrivain, romancier et poète français, né à Paris en 1959.

## Biographie
Philippe Raymond-Thimonga est l'auteur de romans, de récits, et d'articles ou études littéraires. 
Son œuvre de fiction se distingue à la fois par ses liens originaux entre le roman et la poésie, et, après Ressemblances, par une approche de plus en plus marquée de la question du devenir de l'humain dans la société contemporaine — qu'il s'agisse des vertiges de l'identité aujourd'hui (Domino), de l'humain et l'extrême violence terroriste (L'Avancée) ou de « l’homme augmenté » par ses nouvelles technologies (Adrian Æ). 
Il a écrit le livret d'un oratorio, La Célébration des Invisibles, pour les Percussions de Strasbourg et le compositeur Philippe Hurel. Créée à Strasbourg en 1992, cette œuvre a été reprise à la Cité de la musique en 2006.
Il collabore à la revue L'Atelier du Roman, créée par Lakis Proguidis, et à la revue de poésie NU(e), créée par Béatrice Bonhomme, pour lesquelles il a écrit des articles sur Julien Gracq, Pierre Jean Jouve, Níkos Kazantzákis, ou Michel Houellebecq… Ses ouvrages sont traduits en plusieurs langues.
Il vit à Paris, où il enseigne la psychologie.

## Jugements
Afin de cerner l'esprit de son travail, Jean-Yves Masson écrit : « Les livres de Philippe Raymond-Thimonga sont des pièges, aimablement tendus à ses lecteurs pour subvertir leurs conceptions de la réalité. [...] Cette écriture ample, qui s'autorise les parenthèses, joue volontiers de la juxtaposition surprenante des temps, débusque l'envers des apparences et sait pourtant en dire la splendeur, fait par exemple appel au poème en prose, jamais de façon gratuite, mais parce qu'à l'intérieur d'un récit qui se soumet de bon cœur aux contraintes de l'efficacité narrative, le travail du romancier consiste à produire dans la réalité des brèches, à opérer des fractures par où s'engouffre une temporalité différente. »

Lakis Proguidis donne des pistes sur la conception de l'humain par l'écrivain à propos de Ressemblances : « Vincent Lauze, le héros de ce roman à la fois réaliste et métaphysique, comme est à la fois réaliste et métaphysique le visage humain ou un beau paysage, est ce Dieu qui se réincarne, qui revient parmi nous comme un humble citoyen. Mais il ne veut plus rien (...) Il est fatigué. Il se concentre sur son seul effacement. Et, finalement, dans des scènes où s’équilibrent parfaitement la cocasserie et le drame divin, sa dernière œuvre risque de s’accomplir… »

Sur le même sujet, Thierry Durand écrit dans une étude consacrée à Philippe Claudel et Philippe Raymond-Thimonga, parue dans  The French Review  : « On escomptait que l'annonce de la mort de Dieu serait d'abord, comme chez Nietzsche, synonyme de nihilisme du dernier homme, mais il n'en est rien ou plutôt, devrait-on dire, cette mort ouvre un abîme bien plus vertigineux que le pessimisme ressassant du nihiliste. » Ou encore : « A la fin de Ressemblances, la nuit renonce devant le visage de Lauze qui est à l'image de l'homme. Elle renonce car le visage "déborde" l'emprise de la nuit, s'écarte, si l'on veut, de son obscurité absolue. Davantage que la fin d'un Dieu, la présence de la nuit dans Ressemblances signale aussi bien dans son retrait la vanité des miroirs divins que l'homme se donne, que la quête immémoriale (…) d'une impossible ressemblance. »
Dans une ligne de réflexion portant sur la structure des récits de l'auteur, Thomas Dreneau écrit : « Je me souviens de l’excellent Domino (2006) de Philippe Raymond-Thimonga, ouvrage dont j’avais constaté tout à fait la singularité. Or, L’Avancée, histoire courte du même auteur, se rapproche sensiblement - par sa construction complexe - de ce précédent roman. Que dis-je ! Le livre approfondit cette quête de la transcendance chez un écrivain qui tend avant tout à dépasser les limites du cadre même qu’il invente. »

À propos de Brusquement, sans prudence, son ouvrage de poésie, Régis Lefort écrit : « Philippe Raymond-Thimonga propose une nouvelle forme de récit polyphonique ou récit fragmentaire et fragmenté – sous-titré " Récit des failles ". [...] Un projet littéraire qui met en tension le multiple et le tout, le fragment et l'unité, au sein d'une même histoire. Variant les modalités énonciatives, les points de vue, les positionnements, l'écho ainsi généré rappelle le magnifique film de David Lynch, Muholland Drive. (...) Une énigmatique partition, qu'une relecture redécouvre toujours plus profonde. »
Avec Adrian AE (2022), Philippe Raymond-Thimonga retrouve le roman pour plonger ses lecteurs dans le dédale post-moderne de la société de l'image, dont Hollywood fut hier le grand pourvoyeur, en contrepoint aujourd'hui avec l'artificialisation de l'humain par ses nouvelles technologies. Ainsi Valérie Rossignol précise dans La Nouvelle Quinzaine littéraire : « Oser écrire à ce sujet, c’est nécessairement trouver une justesse de ton pour ne pas verser dans une écriture noire, froide et apocalyptique, et concevoir une vision engagée mettant au jour des questions essentielles portant sur la souffrance, la mort et la vieillesse mais aussi l’amour et les croyances. Cette réflexion métaphysique, Philippe Raymond-Thimonga sait la conduire grâce à une écriture du jeu parfaitement orchestrée, et l’élaboration d’une forme qui ne cesse d’évoluer pour ouvrir le champ des possibles. »

## Œuvre

### Romans et récits
- Adrien Æ, roman, Serge Safran, 2022.
- Parmi les paysages, (Mezi Krajinami), roman, Éditions Dauphin, Prague, 2009.
- L'Avancée, récit, Éditions de la Revue NU(e), 2008.
- Domino, roman, L'Esprit des Péninsules, 2006.
- Ressemblances, roman, postface de Jacques Jouet, Desclée de Brouwer, 1997.
- L'Éternité, de temps en temps, roman, Mercure de France, 1990.
- Abel des Landes, roman, Mercure de France, 1988.

### Poésie
- Brusquement, sans prudence, coll. « Accent tonique - Poésie », L'Harmattan, 2013.

### Ouvrage collectif
- Entrée « Faille / signe / communication » dans Le Dictionnaire des mots manquants, dir. Belinda Cannone et Christian Doumet, éditions Thierry Marchaisse, 2016.

### Livret
- La Célébration des invisibles, Mercure de France, 1992.

### Revues
- Numéro 16 de la Revue NU(e) consacré à Philippe Raymond-Thimonga et Philippe Renonçay.
- Numéro 56 de L'Atelier du Roman, Pierre Jean Jouve, Voyage au bout de la psyché, dirigé par Philippe Raymond-Thimonga.